# Enrico Martini (patriota)
Enrico Martini (San Bernardino, 18 aprile 1818 – San Bernardino, 24 aprile 1869) è stato un patriota e politico italiano.

## Biografia

### I primi anni e l'inizio dell'impegno patriottico
Il conte Giovanni Giuseppe Enrico Martini Giovio della Torre nacque a San Bernardino di Crema, figlio di Francesco Martini di Crema e della contessa Virginia Giovio della Torre di Milano. Nel 1837 divenne Ufficiale Guardiamarina all'Imperial Regio Collegio Marittimo di Venezia.
Negli anni successivi cominciò a trascorrere lunghi periodi a Londra, a Parigi, dove strinse amicizie e relazioni con Adolphe Thiers, François Guizot e Alphonse de Lamartine, e a Milano, dove entrò nell'ambiente politico del capoluogo lombardo e iniziò ad intrattenere stretti rapporti personali con Vincenzo Gioberti e Terenzio Mamiani.
Nel 1847 sposò Deidamia Manara, sorella di Luciano Manara, la quale morì però dopo soli otto mesi di matrimonio. Nel febbraio del 1848 si recò di nuovo a Parigi in occasione della rivoluzione repubblicana.

### Dal 1848 al 1851

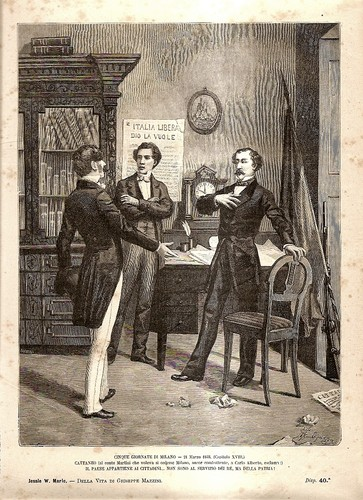
Enrico Martini e Carlo Cattaneo discutono dell'opportunità dell'intervento militare piemontese in occasione delle Cinque Giornate (illustrazione di Giacomo Mantegazza al volume Della vita di Giuseppe Mazzini di Jesse White).

Tornato in Italia, frequentò per un breve periodo la città di Torino, dove entrò in contatto con Cavour e soprattutto con Carlo Alberto, con il quale instaurò un rapporto di reciproca stima e fiducia. Proprio questa particolare vicinanza col Re di Sardegna valse a Martini un ruolo di primo piano nelle vicende delle Cinque Giornate e del Governo provvisorio di Milano. Iniziata l'insurrezione, il 21 marzo comunicò alla Municipalità milanese la disponibilità del Re ad entrare in guerra, scontrandosi con Carlo Cattaneo, contrario all'intervento militare dei piemontesi; prevalse Martini, che con Carlo Alberto definì tempi e modalità dell'intervento sabaudo, nonché della fusione di Lombardia, Veneto e Piemonte. Il Governo venne costituito e Martini ne fu il tramite verso il Piemonte.
Il Governo provvisorio e l'allontanamento degli austriaci dalla Lombardia ebbero vita breve: il 9 agosto del 1848, a seguito dell'armistizio di Salasco, terminò negativamente la prima guerra d'indipendenza, ma il rapporto con Carlo Alberto, ormai sempre più stretto, procurò a Martini la cittadinanza piemontese e la nomina a Capitano di Fregata, a Commendatore dell'Ordine dei Santi Maurizio e Lazzaro e ad Ambasciatore, incarico per il quale fu inviato presso Pio IX alla ricerca di un'alleanza. La missione diplomatica fallì e Martini tornò a Torino, dove si diede alla politica interna. Fu eletto Deputato nella IV legislatura del Regno di Sardegna per il collegio di Genova. Da lì si infittirono anche i rapporti con Cavour, ormai protagonista della politica piemontese.
Da Deputato, Martini si segnalò inoltre per la sua spiccata posizione anti-clericale, in particolare per la sua fermezza nel sostenere la confisca dei beni degli ordini religiosi.
Nel 1851 sposò in seconde nozze Maria Canera di Salasco, figlia del Generale già Capo di Stato Maggiore di Carlo Alberto Carlo Canera di Salasco, colui che sottoscrisse per Carlo Alberto e da cui prese il nome l'armistizio del 1848. Da lei ebbe l'unica figlia, Virginia.

### Il declino personale e politico
Nel 1853 il suo secondo matrimonio venne annullato dalle autorità ecclesiastiche. Nello stesso anno l'Austria, rientrata in possesso della Lombardia (dove Martini, cremasco, aveva i suoi possedimenti), dichiarò la confisca per intero del suo vasto patrimonio.
Egli ottenne quindi l'autorizzazione a rientrare a Crema, accettando la sudditanza all'Austria, atteggiamento che contribuì ad annullare il provvedimento. Questa vicenda segnò molto la reputazione patriottica di Martini, il quale rimase a Crema per alcuni anni dedicandosi alla gestione dei propri possedimenti agrari. In quel periodo sperimentò alcune nuove tecniche di coltivazione dei terreni. In particolare fu tra i primi ad introdurre le marcite nel territorio cremasco.

### La rinascita politica, l'entrata in Parlamento e la morte
In quegli anni di allontanamento dalla politica, Martini continuò comunque a mantenere contatti con Cavour, dai quali ebbe informazioni confidenziali circa gli sviluppi della situazione politica internazionale che portarono alla seconda guerra di indipendenza. Grazie a queste informazioni seppe preparare una base di consenso a Crema tale da poterlo rilanciare sulla scena politica lombarda, una volta allontanati di nuovo gli austriaci. Venne infatti eletto nel 1860 nella VII legislatura del Regno di Sardegna per il collegio di Crema. Alle elezioni del 1861 (VIII legislatura, la prima del Regno d'Italia), venne sconfitto da Faustino Sanseverino, anch'egli di Crema, a causa di una pesante campagna scatenatagli contro.
Ribaltò il risultato alle elezioni per la IX e per la X legislatura (1865 e 1867). I conservatori e i clericali lo accusarono di brogli elettorali, ma la Commissione ministeriale istituita per far luce sui fatti lo scagionò. Intanto cresceva il suo prestigio tra gli esponenti della Destra storica; la sua rinascita politica si interruppe il 24 aprile 1869, giorno in cui morì a soli 51 anni.

## Memoria

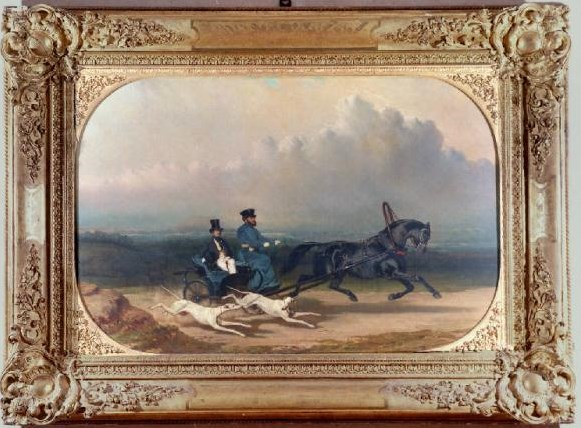
Karl Pavlovič Brjullov, Enrico Martini, diplomatico in Russia (Museo civico di Crema e del Cremasco)

A San Bernardino di Crema rimane la villa a lui appartenuta, nella via a lui ora intitolata. Gli sono inoltre vie dedicate a Roma e a Milano.
Martini lasciò delle memorie e un archivio personale, conservato presso il Museo del Risorgimento di Milano.
Al Museo civico di Crema e del Cremasco è conservato un quadro del pittore russo Karl Pavlovič Brjullov dal titolo Enrico Martini, diplomatico in Russia, o Nobile con calesse, raffigurante Enrico Martini.